# Gregor MacGregor

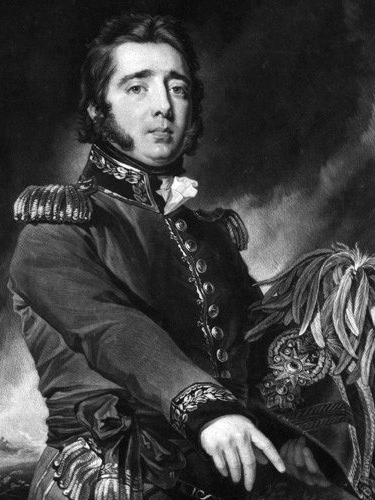
Gregor MacGregor (ca. 1820)

Gregor MacGregor (Edimburgo, 24 de diciembre de 1786-Caracas, 4 de diciembre de 1845), o Gregorio Mac Gregor, fue un militar, aventureroy estafador escocés (británico) naturalizado venezolano hacia el final de su vida; fundador de la efímera República de las Floridas, y además comandante distinguido en la guerra de independencia de Venezuela, donde fue llamado «el Jenofonte de América». A partir de 1820, llegó a autoproclamarse príncipe del imaginario estado de Poyais (supuestamente situado en Mosquitia), organizando un fraude a gran escala de venta de tierras que contribuiría a agudizar la crisis económica de 1825.
MacGregor, del clan Gregor, fue oficial del ejército británico de 1803 a 1810 y sirvió en la Guerra de la Independencia Española. Se unió al bando republicano en la Guerra de Independencia de Venezuela en 1812, rápidamente se convirtió en general y, durante los siguientes cuatro años, operó contra los españoles en nombre de Venezuela y su vecina Nueva Granada (actual Colombia). Sus éxitos incluyeron una difícil retirada de combate de un mes a través del norte de Venezuela en 1816. Capturó la isla Amelia en 1817 bajo el mandato de agentes revolucionarios para conquistar Florida de manos de los españoles, y allí proclamó una efímera «República de las Floridas». Luego supervisó dos operaciones calamitosas en Nueva Granada durante 1819 que terminaron con el abandono de las tropas voluntarias británicas bajo su mando.
A su regreso a Gran Bretaña en 1821, MacGregor afirmó que el rey Jorge Federico Augusto de la Costa de Mosquitos en el Golfo de Honduras lo había nombrado Cacique de Poyais, lugar en torno a Río Tinto (Black River en inglés) y país inventado que describió como una colonia desarrollada con una comunidad de colonos británicos. Cientos de personas invirtieron sus ahorros en supuestos bonos gubernamentales y certificados de tierras de Poyais, mientras que unos 250 emigraron al país inventado por MacGregor entre 1822 y 1823 solo para encontrar una jungla intacta; más de la mitad de ellos murieron. Cuando la prensa británica informó sobre el engaño de MacGregor tras el regreso de menos de 50 supervivientes a finales de 1823, algunas de sus víctimas saltaron en su defensa, insistiendo en que el general había sido defraudado por aquellos a quienes había puesto a cargo del grupo de emigración. Un tribunal francés juzgó a MacGregor y a otros tres por fraude en 1826 después de que intentara una variante del mismo plan allí, pero condenó sólo a uno de sus socios. Absuelto, MacGregor intentó estafas menores de Poyais en Londres durante la década siguiente. En 1838, se trasladó a Venezuela, donde fue recibido de nuevo como un héroe. Murió en Caracas en 1845, a los 58 años, y fue enterrado con todos los honores militares en la Catedral de Caracas.

## Biografía

### Juventud
Gregor MacGregor medía alrededor de 1,75 m y era corpulento. Comía y bebía mucho. Se sabe poco de su juventud. Decía ser hijo de una antigua familia de oficiales escocesa que habían sido parte del regimiento de los «Black Watch» durante generaciones. Su padre, Daniel MacGregor, antiguo capitán de la Compañía Británica de las Indias Orientales, murió en 1794. Gregor y sus dos hermanas fueron puestas bajo el control de un curador y educados por su madre, Ann Austin, con ayuda de parientes.
MacGregor se hizo soldado de la Armada Británica con 16 años, lo más temprano que era posible. Sirvió a partir de marzo de 1803 en el regimiento 57, y fue promovido en febrero de 1804 a teniente. Por su matrimonio con María Bowater, huérfana de un almirante británico, en junio de 1805, se volvió rico y avanzó rápidamente en su carrera. En agosto de 1805 se le nombró capitán y jefe de compañía. Estudió un tiempo, de 1808 a 1809, química y ciencias naturales en la Universidad de Edimburgo. En 1810 debió salir por problemas con sus superiores y poco después fue contratado por el Mariscal William Carr Beresford para el servicio militar portugués, el que tuvo que abandonar poco después, también de manera obligada. Después vivió con el supuesto título nobiliario portugués de "Coronel a. D.“ en su ciudad natal de Edimburgo. Su esposa murió en 1811, con lo que MacGregor perdió el apoyo social y financiero de su familia.

### El luchador por la libertad

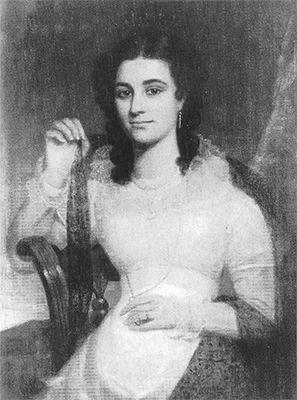
Josefa Aristeguieta de MacGregor, obra de Charles Lees, 1821

A comienzos del siglo XIX toda Europa seguía con atención los movimientos emancipadores de Sudamérica contra el Imperio español. Cuando Simón Bolívar, en misión diplomática, visitó Londres en 1810 para reclutar oficiales para su armada, MacGregor entró a servir con el grado de coronel. Según otra fuente, MacGregor conoció en Londres al Mariscal Francisco de Miranda, quien ya había luchado por la independencia de Venezuela en 1806.
MacGregor viajó a finales de 1811 a Venezuela. Aparentemente tenía veleidades de naturalista, interesándose en cortos viajes a pueblos vecinos de Caracas para conocer el ambiente y las costumbres. El 26 de marzo de 1812 ocurre el terremoto de Caracas y MacGregor pierde todas sus pertenencias, dedicándose a auxiliar a los heridos. Poco después es asignado a un contingente de caballería bajo las órdenes de Miranda, nombrado generalísimo de los ejércitos patriotas que combatían a las tropas de Domingo Monteverde en su intento de recuperar Venezuela para la causa realista. Pese a las fortunas cambiantes de la guerra, MacGregor decidió prestar sus servicios a los revolucionarios venezolanos.
Por su heroísmo en combate recibe de Miranda el grado de General de Brigada de Caballería y contrae nupcias en Caracas con Josefa Aristeguieta y Lovera, prima del Libertador Simón Bolívar. Tras la firma de la capitulación de San Mateo que marca la caída de la Primera República, emigró a Curazao, acompañado de su esposa. Luego partió a Cartagena de Indias, uniéndose a Bolívar en la Campaña del Magdalena. Fue nombrado Comandante de la Provincia del Socorro, en Nueva Granada. Con 1.200 hombres que logró reunir, auxilia a Antonio Nariño, quien le ordena combatir para la toma de la plaza de Santa Fe de Bogotá, con buenos resultados.
Luego se une a las tropas del General Custodio García Rovira, y juntos arremeten contra los realistas y los desalojan de Pamplona y de Cúcuta. El exitoso movimiento le granjea el nombramiento de Jefe de las tropas de la región. En 1815 se halla en la sitiada ciudad de Cartagena de Indias combatiendo con coraje al ejército expedicionario del General Pablo Morillo, pero ante la imposibilidad de mantenerse en pie por la superioridad numérica del jefe español, se vio obligado a abandonar la plaza junto con otros destacados jefes republicanos, que logran escapar al bloqueo naval en buques del corsario francés Luis Aury. En Haití forma parte de la Expedición de Los Cayos para invadir a Venezuela, en 1816. Participó en la asamblea que tuvo lugar en La Savene, la cual designó a Bolívar Jefe Supremo de la Expedición.
Luego de la derrota sufrida por los patriotas en la Batalla de Los Aguacates (14 de julio de 1816), MacGregor emprende la llamada " Retirada de los Seiscientos" y se dirige a Oriente por la vía de Choroní, Maracay y Villa de Cura. En Onoto venció a Juan Nepomuceno Quero y luego venció en Quebrada Honda, así como al coronel Rafael López en el sitio de Los Alacranes. En la marcha hacia Barcelona une sus tropas con las huestes del General Manuel Piar, proveniente de Maturín, para tratar de detener el avance del general Francisco Tomás Morales desde Aragua de Barcelona.
El 27 de septiembre de 1816 derrotan a los realistas del general Morales, en la célebre batalla de El Juncal, que abrió el camino hacia la estratégica provincia de Guayana. A ésta se dirigió Piar mientras que MacGregor, por orden del Libertador, se trasladó en misión especial a Estados Unidos. En los planes de Simón Bolívar estaba lograr la independencia de la Florida, y bloquear el apoyo de los Estados Unidos a los realistas en Venezuela. Antes, Bolívar asciende a MacGregor a General de División y es honrado con la Orden de los Libertadores.

### República de la Florida e incidente en la isla de Amelia

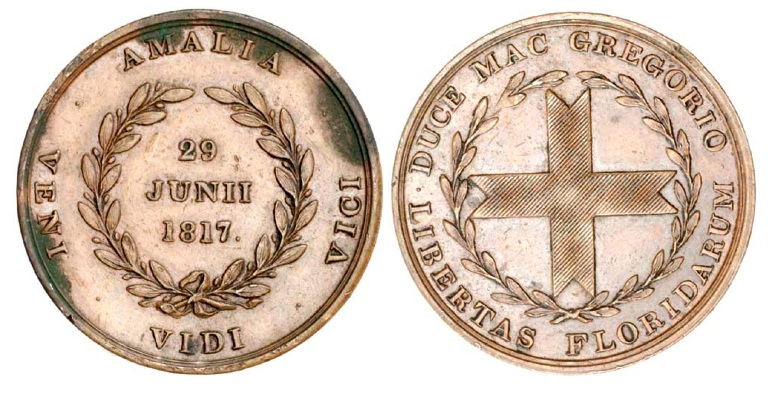
Medalla de la isla de Amelia (1817)

En Charleston y Savannah contrata 150 milicianos, incluyendo varios revolucionarios venezolanos, entre ellos, Lino de Clemente, Pedro Gual y Juan Germán Roscio, con quienes lleva a efecto la toma de la isla de Amelia el 29 de junio de 1817, situada en la costa oriental de la Florida y sometida al régimen colonial español. MacGregor declaró la independencia bajo la bandera de la Green Cross of Florida después de someter al contingente español atrincherado en el Fuerte San Carlos al mando del brigadier Francisco Morales.
Con el título de «Brigadier general de las Provincias Unidas de la Nueva Granada y Venezuela, y General en jefe de los ejércitos de las dos Floridas» proclamó la República de las Floridas y ocupó la isla hasta que no consiguió más apoyo de sus mecenas. MacGregor dejó la isla de Amelia en septiembre de 1817 en manos del corsario francés con patente mexicana Luis Aury, que la declaró parte de la «República de México». Sin embargo, Aury fue desalojado por las tropas de los Estados Unidos enviadas por el presidente James Monroe en diciembre de 1817.

### La Legión Británica
MacGregor, de regreso en Londres, lleva adelante un reclutamiento de tropas para la liberación de Venezuela independiente del que realizaba el delegado de Bolívar Luis López Méndez, con quien se había enemistado. Esas tropas llegaron a la isla de San Andrés, cerca de las costas de Panamá, a comienzos de abril de 1819 y se apoderan de la población fortificada de Portobelo; pero MacGregor tuvo que abandonarla cuando las fuerzas españolas contraatacaron 3 semanas después y la mayor parte de los expedicionarios perecieron víctimas de fiebres o ejecutados por los realistas. 
Una nueva expedición levantada por MacGregor salió de Gran Bretaña durante el verano, compuesta principalmente por el regimiento de Hibernia, reclutado en Irlanda por Thomas Eyre. Después de muchas vicisitudes llegan a la isla Margarita. Según el oficial Francisco Burdett O'Connor, eran unos 800 expedicionarios.
MacGregor, con una flotilla de tres buques, se dirigió a la península de la Guajira y el 5 de octubre ocupaba Riohacha, donde el gobernador realista, coronel José de Solís, huyó sin luchar con la mayoría de los habitantes. MacGregor mandaba 200 a 300 irlandeses. Hubo una tenaz resistencia de la pequeña guarnición realista que se quedó defendiendo su cuartel pero fue vencida.
MacGregor no desembarcó hasta que se rindió la plaza y fue visto como un acto de cobardía por sus subordinados, que saquearon la localidad. Desacreditado, no hizo nada para reinstaurar la disciplina entre sus soldados a pesar de las solicitudes de algunos oficiales.
Poco después se produjeron serios actos de indisciplina y toda una unidad se embarcó apresuradamente para regresar a Gran Bretaña en unos buques de los cuales se apoderaron violentamente. Incapaz de mantener su dominio sobre Santa Marta, MacGregor había empezado a evacuarla cuando tropas realistas atacaron, muriendo muchos voluntarios en la acción, y alrededor de 110 fueron ejecutados por sus captores. MacGregor y parte de sus hombres lograron, sin embargo, huir en otros buques.
En 1820 MacGregor llega a la isla de Margarita, que le nombra diputado ante el Congreso Constituyente de Cúcuta (Colombia), pero en vez de incorporarse MacGregor sigue hacia la isla de San Andrés con un grupo de 250 mercenarios y combina sus fuerzas con la escuadra del corsario Aury. Desde allí atacan la ciudad española de Portobelo en el istmo de Panamá. Debido a la fuerte defensa, no consiguió su objetivo.

### Príncipe de Poyais
Aun así, MacGregor no cejó y atracó unos meses después en el protectorado británico de Mosquitia. Para finales del siglo XVIII se habían ido de la zona la mayoría de los colonos europeos debido a la insalubridad de la región y a su bajo interés económico. MacGregor llegó básicamente a un territorio en la costa Caribe de la actual Nicaragua donde solo había habitantes originarios. 
Supuestamente, MacGregor habría firmado un tratado con el rey de Mosquitia, Jorge II, quien le habría cedido 122.000 km² para la colonización del territorio de los Poyais en la región de Río Tinto.

### El impostor

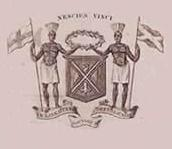
Escudo de Poyais (1831)

En 1820 MacGregor regresó a Londres y se declaró príncipe de Poyais. La alta sociedad londinense apreciaba la colorida figura de MacGregor como parte del clan MacGregor, descendiente de Robert Roy MacGregor, como luchador por la independencia de Venezuela y en particular por su exótica consorte sudamericana, Josefa Aristeguieta y Lovera. Decía que el país de Poyais, en Mosquitia, se hallaba bajo su comando como Gregor I, Príncipe Soberano de Poyais y cacique del pueblo de Poyais, y que este país se había transformado en un estado próspero. Poyais tendría una gran capital con castillo, edificio de parlamento, ópera, catedral y puerto moderno. En el país habría grandes cantidades de oro y tierra muy fértil para nuevos colonos. 
Nadie dudó de sus aseveraciones. Por una parte, en el Reino Unido se sabía muy poco sobre las antiguas colonias ibéricas y por otra, el país buscaba nuevos mercados y terrenos para colonizar. Los historiadores creen, sin embargo, que MacGregor pagó a algunas personas influyentes para conseguir el apoyo político necesario. El encargado de asuntos del negocio de MacGregor, John Richardson, un viejo amigo de los tiempos de la guerra de independencia, fue recibido por el rey Jorge IV y MacGregor fue nombrado como Sir Gregor para promover las relaciones entre ambos países.
Ya entonces MacGregor había comenzado a transformar el país de Poyais en dinero: realizó un cuadro de la capital de Poyais y publicó un manual amplio, así como numerosos folletos publicitarios. Se organizaron numerosas presentaciones en todo el Reino Unido. Se crearon oficinas de inmigración que vendían a inmigrantes potenciales terrenos en Poyais por cuatro chelines el morgen (unidad de área de ese tiempo), y Gregor I nombró a británicos que tenían mucho dinero como empleados de su país. Previamente cambiaba libras esterlinas en supuesto dinero de Poyais. A partir de septiembre de 1822 salieron los primeros barcos con emigrantes a Centroamérica. En octubre de 1822 MacGregor finalmente obtuvo un préstamo por 200 mil libras esterlinas de un conocido banco londinense para consolidar el estado de Poyais, cuyas acciones fueron ofrecidas en la bolsa unas semanas después.
A finales de 1822 se produjo una catástrofe en Mosquitia. Los primeros barcos con inmigrantes llegaron al Río Negro, donde debería de haber estado la capital del país. No hallaron ni puerto ni capital de Poyais y los empobrecidos indígenas no podían darles suficiente comida a los recién llegados. Muchos de los nuevos colonos murieron y los sobrevivientes fueron evacuados por una expedición en abril de 1823 que había oído rumores en la colonia de Honduras Británica. La marina inglesa detuvo otros barcos de emigrantes. Los primeros colonos, decepcionados, regresaron en otoño de 1823 al Reino Unido. El 8 de julio de 1824 la nueva República de la Gran Colombia declaró por decreto que no existía tal estado. Pero la influencia de MacGregor aún era suficientemente grande para evitar un escándalo público. Al contrario, logró vender más acciones en 1825 y 1826.
Sin embargo, por prudencia, MacGregor abandonó el Reino Unido y se fue a París, donde fundó más asociaciones para la promoción del desarrollo de Poyais. En otoño de 1825 salió el primer grupo de emigrantes franceses hacia Poyais. Como MacGregor se creía muy seguro de todo, regresó a Londres en 1827 y fue apresado de inmediato. Sin embargo, gracias a sus contactos pudo evitar un proceso tanto en el Reino Unido como en Francia, donde previamente también había sido detenido y se le había comenzado un proceso.
MacGregor se retiró a la región francesa de Provenza y vivió algunos años de su riqueza. En compañía de sus amigos, siguió ofreciendo acciones de Poyais. En 1834 apareció en Escocia, donde trató de nuevo de venderles certificados de tierra a sus compatriotas. En 1836 publicó una Constitución para los Habitantes de la Costa India en América Central, usualmente llamada Costa Mosquito, que se orientaba mucho a la Declaración de Independencia de los Estados Unidos, pero que no obtuvo eco.
En 4 de mayo de 1838 fallece su esposa en la ciudad de Burghmuirhead, cerca de Edimburgo. En agosto de ese año zarpa de nuevo a Venezuela una vez agotada su riqueza, para pedir la nacionalidad venezolana, la recuperación de su rango de general y la pensión inmediata.

### Regreso a Venezuela y fallecimiento
En el año de 1838 regresa a Venezuela y presenta formalmente un Memorial al Gobierno nacional solicitando su nacionalización y restauración de su antiguo rango militar. El 5 de marzo de ese mismo año, el Congreso de Venezuela incorpora a Sir Gregor MacGregor al Ejército con su grado de General de División, otorgándole la carta de naturalización y reconociéndole parte de sus haberes militares. En 1839 publicó en Caracas la "Exposición Documentada al Gobierno de Venezuela" y se dedicó a la cría de gusanos de seda. El 4 de diciembre de 1845 MacGregor fallece en la ciudad de Caracas casi ciego. Fue sepultado con pompa y circunstancia en la catedral de Caracas, aunque era de fe protestante. 
Dice uno de sus biógrafos venezolanos: "Pese a estar enterrado en el Panteón Nacional, hoy apenas se le recuerda. Aventuraré un motivo para el olvido: MacGregor no solo era un maestro masón con grados recolectados de Glasgow a Londres y un guerrero capaz de derrotar a cuanto batallón español se le pusiera en frente; MacGregor era, además, un arriesgado, perseverante e ingenioso estafador".